# Piñuécar-Gandullas
Piñuécar-Gandullas település Spanyolországban, Madrid tartományban. Piñuécar-Gandullas La Serna del Monte, La Acebeda, Horcajo de la Sierra-Aoslos, Madarcos, Puentes Viejas és Buitrago del Lozoya községekkel határos. Lakosainak száma 185 fő (2024).

## Népesség
A település népessége az utóbbi években az alábbiak szerint változott:
| Lakosok száma | 140  | 186  | 184  | 202  | 168  | 172  | 183  | 185  | 184  | 185  |
|               | 2001 | 2004 | 2007 | 2009 | 2012 | 2014 | 2017 | 2019 | 2022 | 2024 |